# Hymeniacidon torquata
Hymeniacidon torquata är en svampdjursart som beskrevs av Topsent 1916. Hymeniacidon torquata ingår i släktet Hymeniacidon och familjen Halichondriidae. Inga underarter finns listade i Catalogue of Life.